# A Verdade (jornal)
A Verdade foi um jornal de teor político partidário fundado em Lisboa em julho de 1974 por Célia Vidal da Costa no qual a extrema-esquerda e o Partido de Unidade Popular constam como temas centrais.